# Donald Meek
Donald Meek (* 14. Juli 1878 in Glasgow, Schottland; † 18. November 1946 in Woodland Hills, Kalifornien) war ein schottisch-amerikanischer Film- und Theaterschauspieler. Der unverkennbare Nebendarsteller war vor allem für seine oftmals nervösen und ängstlichen Figuren in zahlreichen Filmen bekannt.

## Leben
Donald Meek wurde 1878 im schottischen Glasgow geboren, wo er auch seine Kindheit verbrachte. Bereits im Alter von acht Jahren hatte er sein Debüt am dortigen „Royal Theatre“. Als Theaterschauspieler führten ihn Tourneen bis nach Australien, er spielte unter anderem in der Theatergruppe von Sir Henry Irving. Mit einer Akrobatentruppe kam er schließlich nach Kanada. Ab 1894 war er in den USA ansässig. 1898 nahm Meek für die USA am Spanisch-Amerikanischen Krieg teil, wo er wegen einer Gelbfieber-Erkrankung dauerhaft einen großen Teil seines Haares verlor. Deshalb musste er schon früh Charakterrollen übernehmen. Als Bühnendarsteller hatte Meek in den Vereinigten Staaten 35 Jahre lang eine heute weitgehend vergessene, aber respektable Karriere. Er spielte unter anderem während der 1920er-Jahre in zahlreichen Stücken am Broadway. Wie viele andere Theaterschauspieler auch, wechselte er Anfang der 1930er-Jahre nach dem Aufkommen des Tonfilms nach Hollywood, wo Schauspieler mit Sprecherfahrung gesucht wurden. 
Mit seinem Alter von über 50 Jahren und seiner kleingewachsenen, schmächtigen Statur sowie seiner Halbglatze konnte Meek keine Hauptrollen übernehmen, machte aber schnell als markanter Nebendarsteller Karriere. Zu seinem Markenzeichen wurde sein „Charakterkopf“. Er verkörperte meist „mausgraue, quirlig-zänkische, feige oder ängstlich-wuselige Beamtenfiguren, mal komisch, mal bösartig“, wie Kay Weniger es formulierte. In den Jahren 1938 und 1939 spielte er in einigen seiner heute noch bekanntesten Filme: In John Fords Western Ringo (Stagecoach) verkörperte er den ängstlichen, unscheinbaren Schnapsvertreter Samuel Peacock; in einem anderen Westernklassiker, Jesse James, Mann ohne Gesetz von Henry King, spielte er dagegen einen schurkischen Eisenbahn-Manager, der Kopfgeld auf die James-Brüder aussetzt, in Der junge Mr. Lincoln (Young Mr. Lincoln) von John Ford den Ankläger John Felder, und schließlich stellte er in Frank Capras Film Lebenskünstler den Mr. Poppins, Erfinder von Spielzeug und Partymasken, dar.
Donald Meek verstarb 1946 im Alter von 68 Jahren, bis zuletzt hatte er als Darsteller in fast 130 Filmen mitgewirkt. Seine letzten Filme wurden erst posthum veröffentlicht. Meek erhielt als ehrendes Andenken für sein Filmschaffen einen Stern auf dem Hollywood Walk of Fame (1752 Vine Street).

## Filmografie (Auswahl)
- 1923: Six Cylinder Love
- 1929: The Hole in the Wall
- 1930: The Love Kiss
- 1934: Tag, Nellie! (Hi, Nellie!)
- 1934: Die lustige Witwe (The Merry Widow)
- 1935: San Francisco im Goldfieber (Barbary Coast)
- 1935: Peter Ibbetson
- 1935: Der Verräter (The Informer)
- 1935: Stadtgespräch (The Whole Town’s Talking)
- 1935: Das Zeichen des Vampirs (Mark of the Vampire)
- 1935: Novak liebt Amerika (Romance in Manhattan)
- 1935: Unter Piratenflagge (Captain Blood)
- 1935: Das Mädchen, das den Lord nicht wollte (The Gilded Lily)
- 1935: Ein Arzt für alle Fälle (Society Doctor)
- 1935: Eine Frau von 20 Jahren (Accent on Youth)
- 1936: Love on the Run
- 1936: Pennies from Heaven
- 1937: Künstlerball (Artists and Models)
- 1937: Make a Wish
- 1938: Toms Abenteuer (The Adventures of Tom Sawyer)
- 1938: Lebenskünstler (You Can’t Take It with You)
- 1939: Jesse James, Mann ohne Gesetz (Jesse James)
- 1939: Der junge Mr. Lincoln (Young Mr. Lincoln)
- 1939: Ringo (Stagecoach)
- 1939: Blondie Takes a Vacation
- 1939: Damals in Hollywood (Hollywood Calvacade)
- 1939: Nenn mich Hilda; auch: Verliebt, verrückt, verheiratet (The Housekeeper’s Daughter)
- 1939: Damals in Hollywood (Hollywood Cavalcade)
- 1940: Mein kleiner Gockel (My Little Chickadee)
- 1940: Paul Ehrlich – Ein Leben für die Forschung (Dr. Ehrlich’s Magic Bullet)
- 1940: Rache für Jesse James (The Return of Frank James)
- 1940: Third Finger, Left Hand
- 1941: Komm, bleib bei mir (Come Live with Me)
- 1941: Die Frau mit der Narbe (A Woman’s Face)
- 1941: Babes on Broadway
- 1943: Laurel und Hardy – Schrecken aller Spione (Air Raid Wardens)
- 1944: Badende Venus (Bathing Beauty)
- 1944: Mein Schatz ist ein Matrose (Two Girls and a Sailor)
- 1945: Der dünne Mann kehrt heim (The Thin Man Goes Home)
- 1945: Jahrmarkt der Liebe (State Fair)
- 1946: Ich sing’ mich in dein Herz hinein (Because of Him)
- 1947: Fremde Stadt (Magic Town)